# Timbaland & Magoo
Timbaland & Magoo erano un duo hip hop statunitense formatosi nel 1989 in Virginia e costituito dal produttore discografico e rapper Timothy "Timbaland" Mosley e dal rapper Melvin "Magoo" Barcliff.
Il duo ha esordito ufficialmente nel 1997 con l'album Welcome to Our World, da cui è stato estratto il singolo Up Jumps da Boogie (feat. Missy Elliott e Aaliyah).
Il duo si è sciolto nell'agosto del 2023 a seguito della morte di Magoo.

## Discografia
- 1997 - Welcome to Our World
- 2001 - Indecent Proposal
- 2003 - Under Construction, Part II
- 2004 - The Best of Timbaland and Magoo
- 2005 - Timbaland and Magoo: Present